# Ligne 207 (Infrabel)

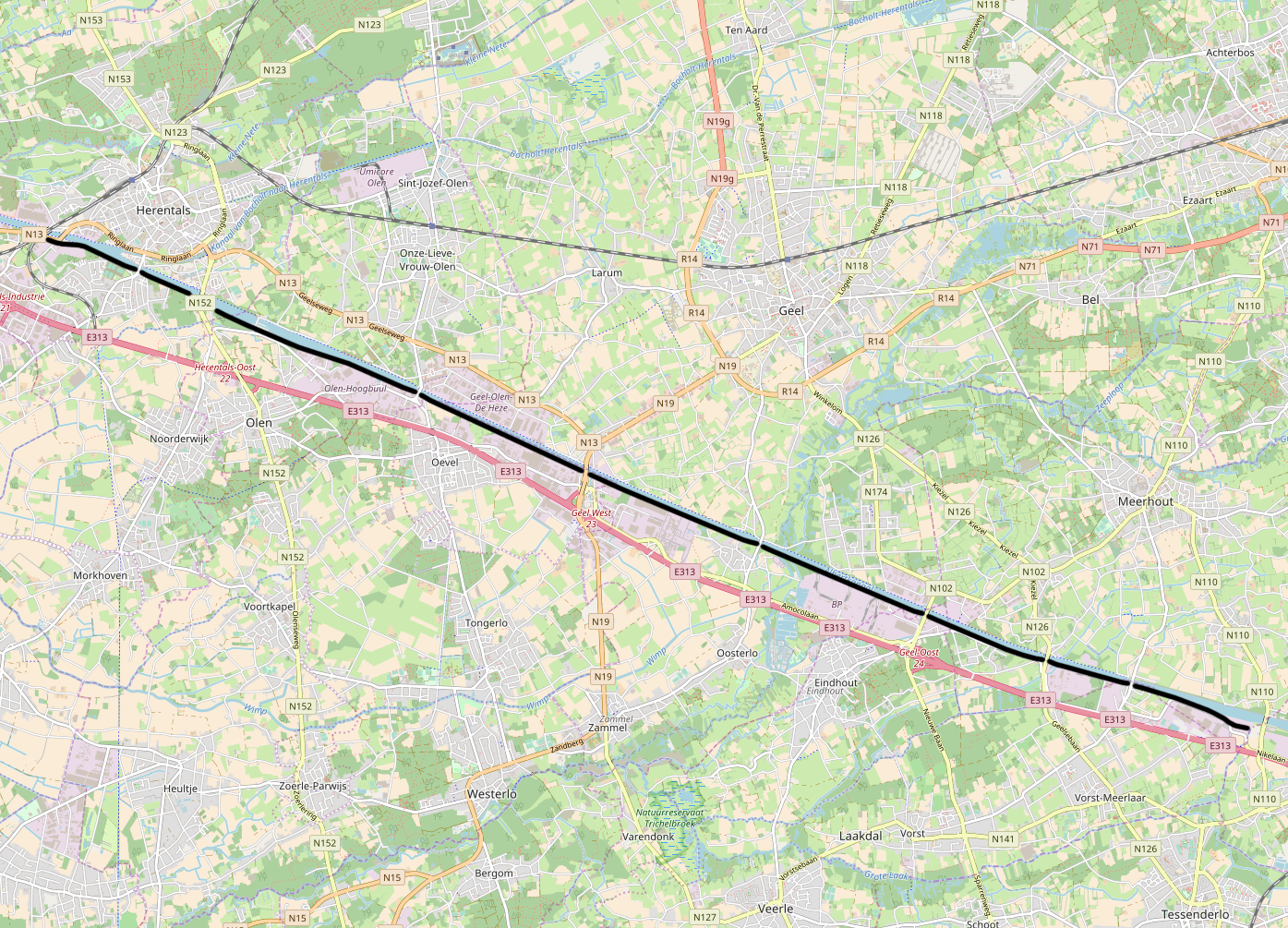
Plan de la ligne 207

La ligne 207 est une ligne ferroviaire industrielle belge d'une longueur de 22,7 km située le long du canal Albert.

## Tracé
La ligne 207 est connectée à la ligne 29 entre les gares de Wolfstee et Heerentals au rive sud du canal. Elle mêne vers l'est et dessert les zones industrielles de Olen-Hoogbuul, Westerloo-Hoogbuul et Eindhout et le Nike European Logistics Campus. Elle se termine au  BCTN Meerhout.